# Warren J. Kemmerling
Warren Joseph Kemmerling (* 4. Januar 1924 in St. Louis, Missouri; † 3. Januar 2005 in Los Angeles) war ein US-amerikanischer Schauspieler.

## Leben
Warren Kemmerling absolvierte 1947 sein Studium an der Saint Louis University und verbrachte seinen Militärdienst beim United States Marine Corps. Da er ein guter Sänger war, konzentrierte er sich auf eine Gesangskarriere und fand Arbeit als Hintergrundsänger bei Musicals. So gab er 1953 mit der Uraufführung des Musicals Me and Juliet sein Broadwaydebüt. Nach einigen weiteren Jahren und Aufführungen in Nebenrollen in unterschiedlichen Theaterstücken zog er Ende der 1950er Jahre nach Los Angeles, um sich als Filmschauspieler zu etablieren.
Er fand in den 1960er Jahren hauptsächlich Arbeit als Neben- und Gastdarsteller in Fernsehserien. So war er unter anderem in einzelnen Episoden von Perry Mason, Bezaubernde Jeannie und Der Sechs-Millionen-Dollar-Mann zu sehen. Bis zu seinem Karriereende 1990 wirkte, Kemmerling in über 110 Film- und Fernsehproduktionen mit. Er spielte nie eine Hauptrolle, gehörte keiner Serienbesetzung an und wurde für keinen renommierten Film- und Fernsehpreis nominiert.
Als Gewerkschaftsmitglied der Screen Actors Guild war Kemmerling über 18 Jahre lang aktiv. Zuletzt gehörte er zum Vorstand an. Er gestaltete Vertragsvorlagen, Gehaltsverhandlungen, Arbeitsbedingungen sowie Pensions- und Gesundheitspläne mit.
Am 3. Januar 2005, einen Tag vor seinem 81. Geburtstag, starb Kemmerling im Alter von 80 Jahren. Er war in seinem Leben zweimal verheiratet. In seiner ersten Ehe war er von 1952 bis 1955 mit der Schauspielerin Jo Ann LeCompte verheiratet. Die Ehe blieb kinderlos. Von 1957 bis zu seinem Tod 2005 war er mit Marianne Olsen verheiratet. Mit ihr hatte er zwei Kinder.

## Filmografie (Auswahl)
- 1961: Perry Mason (Fernsehserie, eine Folge)
- 1962: Kein Fall für FBI (The Detectives, Fernsehserie, eine Folge)
- 1965: Bezaubernde Jeannie (I Dream of Jeannie, Fernsehserie, eine Folge)
- 1965: Tod in Hollywood (The Loved One)
- 1966: Auf der Flucht (The Fugitive, Fernsehserie, eine Folge)
- 1966: Das Geheimnis der grünen Hornisse (The Green Hornet, Fernsehserie, eine Folge)
- 1967: Kobra, übernehmen Sie (Mission: Impossible, Fernsehserie, eine Folge)
- 1970: Der Strafverteidiger (The Lawyer)
- 1970: Geschossen wird ab Mitternacht (The Cheyenne Social Club)
- 1974: Der Sechs-Millionen-Dollar-Mann (The Six Million Dollar Man, Fernsehserie, eine Folge)
- 1975: 33 Grad im Schatten (92 in the Shade)
- 1975: Ein Mann nimmt Rache (Framed)
- 1976: Familiengrab (Family Plot)
- 1976: Friss meinen Staub! (Eat My Dust)
- 1977: Unheimliche Begegnung der dritten Art (Close Encounters of the Third Kind)
- 1977: …die keine Gnade kennen (Raid on Entebbe)
- 1978: Durch die Hölle nach Westen (How the West Was Won, Fernsehserie, acht Folgen)
- 1983: Das A-Team (The A-Team, Fernsehserie, eine Folge)
- 1986: Mord ist ihr Hobby (Murder, She Wrote, Fernsehserie, eine Folge)
- 1990: Equal Justice (Fernsehserie, eine Folge)